# Philisca huapi
Philisca huapi är en spindelart som beskrevs av Ramírez 2003. Philisca huapi ingår i släktet Philisca och familjen spökspindlar. Inga underarter finns listade i Catalogue of Life.